# أنري تولوز لوترك
هنري ماري رايموند دو تولوز -لوترك مونفا (بالفرنسية: Henri de Toulouse-Lautrec) أو باختصار هنري دو تولوز-لوترك (
تنطق بالفرنسية: [ɑ̃ʁi də tuluz loˈtʁɛk]
؛ولد في 24 من نوفمبر 1864م– 9 من سبتمبر 1901م) هو رسام، فرنسي وصانع أعمال فنية طباعية ومصمم ومصور، والذي أسفر انغماسه في الحياة الغنية بالألوان والاتجاهات والحياة المسرحية في باريس في أواخر 1800م عن مجموعة من الصور المثيرة والأنيقة والاستفزازية للحياة الحديثة، وأحيانًا الفاسدة في تلك الأوقات. يُعرف تولوز-لوترك جنبًا إلى جنب مع سيزان وفان غوخ وغوغان كواحدٍ من أعظم الرسامين في فترة ما بعد الانطباعية. وقد تم تحقيق رقم قياسي جديد في مزاد عام 2005م في دار مزادات كريستي (Christie)، وذلك عندما بيعت لا بلانتشيسيوس، وهي لوحة قديمة جدًا لسيدة صغيرة محترفة في غسل الملابس مقابل 22.4 مليون دولار أمريكي.

## وصلات خارجية
- أنري تولوز لوترك على موقع الموسوعة البريطانية (الإنجليزية)
- أنري تولوز لوترك على موقع إن إن دي بي (الإنجليزية)
- أنري تولوز لوترك على موقع ديسكوغز (الإنجليزية)
- Toulouse-Lautrec and Montmartre at the National Gallery of Art
- Website dedicated to Lautrec.
- Website about Lautrec with virtual tours.
- Factmonster page about Toulouse-Lautrec, Henri de
- The Most Famous Paintings
- Toulouse-Lautrec and Paris exhibition at the Sterling and Francine Clark Art Institute
- Henri de Toulouse-Lautrec – Artcyclopedia
- Young woman at a table, 'Poudre de riz', 1887 Henri de Toulouse-Lautrec Collection Van Gogh Museum
- Toulouse Lautrec Museum
- (بالفرنسية) Bibliothèque numérique de l'INHA - Estampes de Henri de Toulouse-Lautrec (French National Institute of Art – Prints of Henri de Toulouse-Lautrec)
- (بالفرنسية) The illness de Toulouse-Lautrec by N. Halkic, D. Gintzburger et E. Mouhsine
- Toulouse-Lautrec and Jane Avril beyond the Moulin Rouge - Courtauld Gallery, London
- "Toulouse Lautrec Lecture" The Baltimore Museum of Art: Baltimore, Maryland, c. 1969-1970 Accessed June 26, 2012